# Rubigen
Rubigen är en ort och kommun i distriktet Bern-Mittelland i kantonen Bern, Schweiz. Kommunen har 2 894 invånare (2023).